# Takafumi Hori
Takafumi Hori (jap. 堀 孝史 Hori Takafumi; ur. 10 września 1967) – japoński piłkarz występujący na pozycji pomocnika.

## Kariera piłkarska
Od 1990 do 2001 roku występował w klubach Toshiba, Urawa Reds i Shonan Bellmare.

## Kariera trenerska
Po zakończeniu piłkarskiej kariery pracował jako trener w Urawa Reds.